# Eschwege
Eschwege est une ville allemande située dans le district Werra-Meißner-Kreis du Land de Hesse.

## Histoire
| Appartenances historiques Landgraviat de Hesse 1264–1458 Landgraviat de Basse-Hesse 1458–1500 Landgraviat de Hesse 1500–1567 Landgraviat de Hesse-Cassel 1567–1632 Landgraviat de Hesse-Eschwege 1632–1655 Landgraviat de Hesse-Rheinfels 1655–1658 Landgraviat de Hesse-Rheinfels-Rotenbourg 1658–1731 Landgraviat de Hesse-Wanfried 1731–1755 Landgraviat de Hesse-Rheinfels-Rotenbourg 1755–1834 Électorat de Hesse 1834–1866 Royaume de Prusse (Province de Hesse-Nassau) 1866–1918 République de Weimar 1918–1933 Reich allemand 1933–1945 Allemagne occupée 1945–1949 Allemagne 1949–présent |

## Jumelages
La ville de Eschwege est jumelée avec :

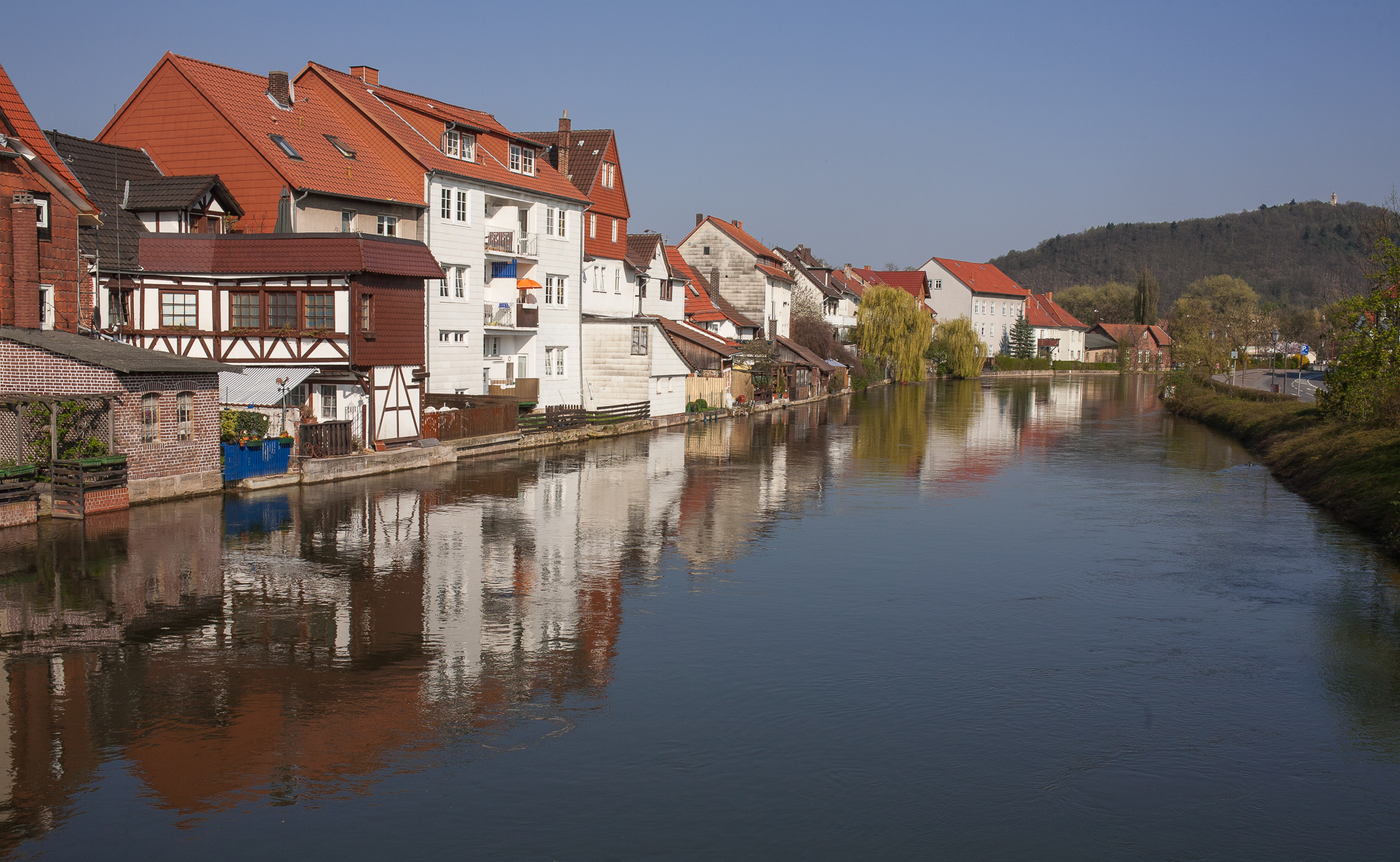
Maisons sur la Werra à Eschwege

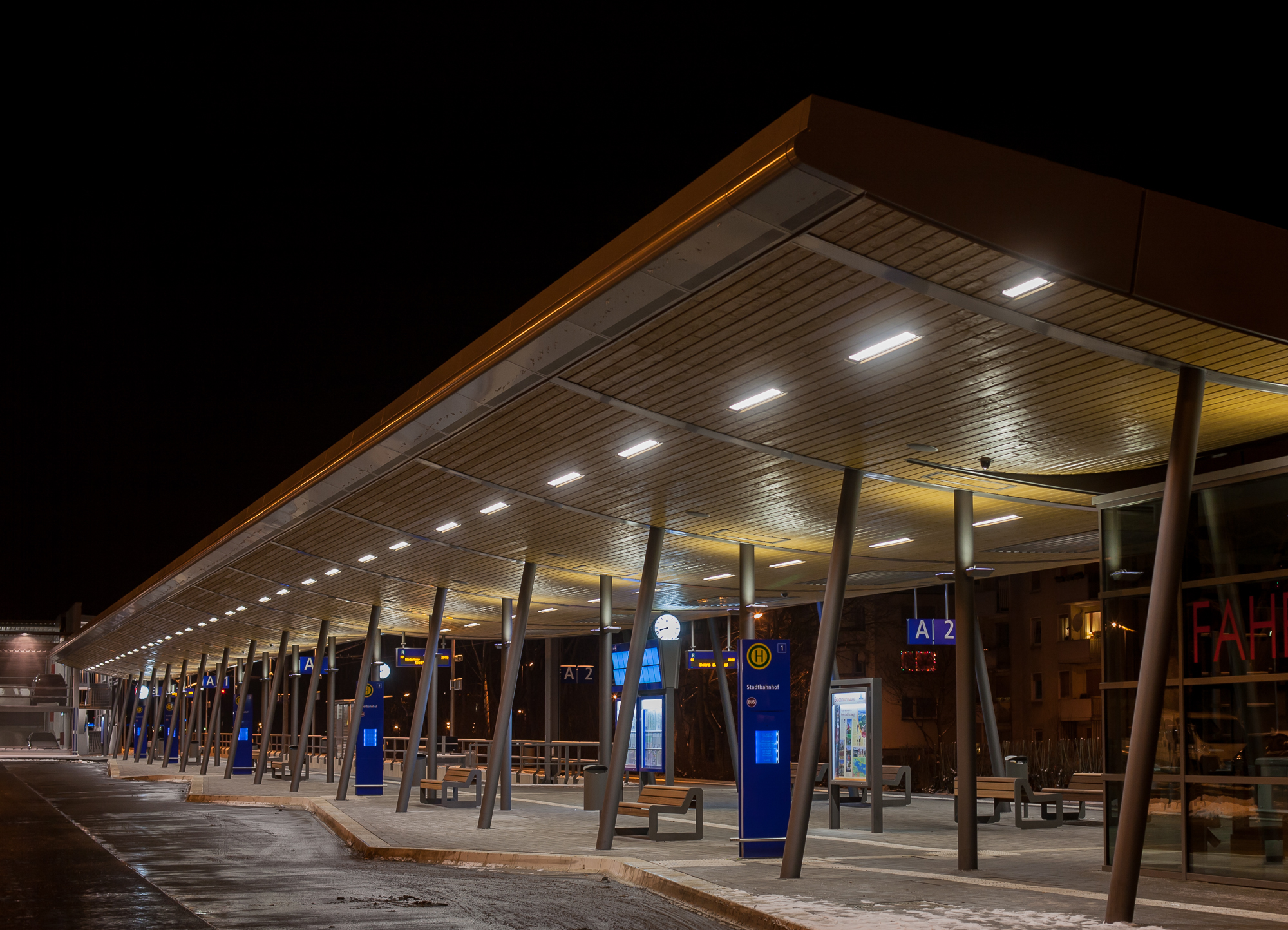
Gare de la ville, Eschwege

Panorama depuis la tour Bismarck sur le mont Großer Leuchtberg près de Eschwege. Août 2017.

- Saint-Mandé (France) depuis le 23 septembre 1989
- Regen (Allemagne) depuis 1997
- Mühlhausen (Allemagne) depuis le 22 septembre 1989